# Gregor der Erleuchter

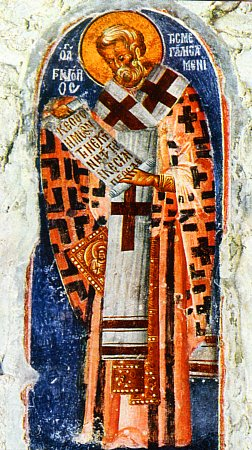
Gregor der Erleuchter

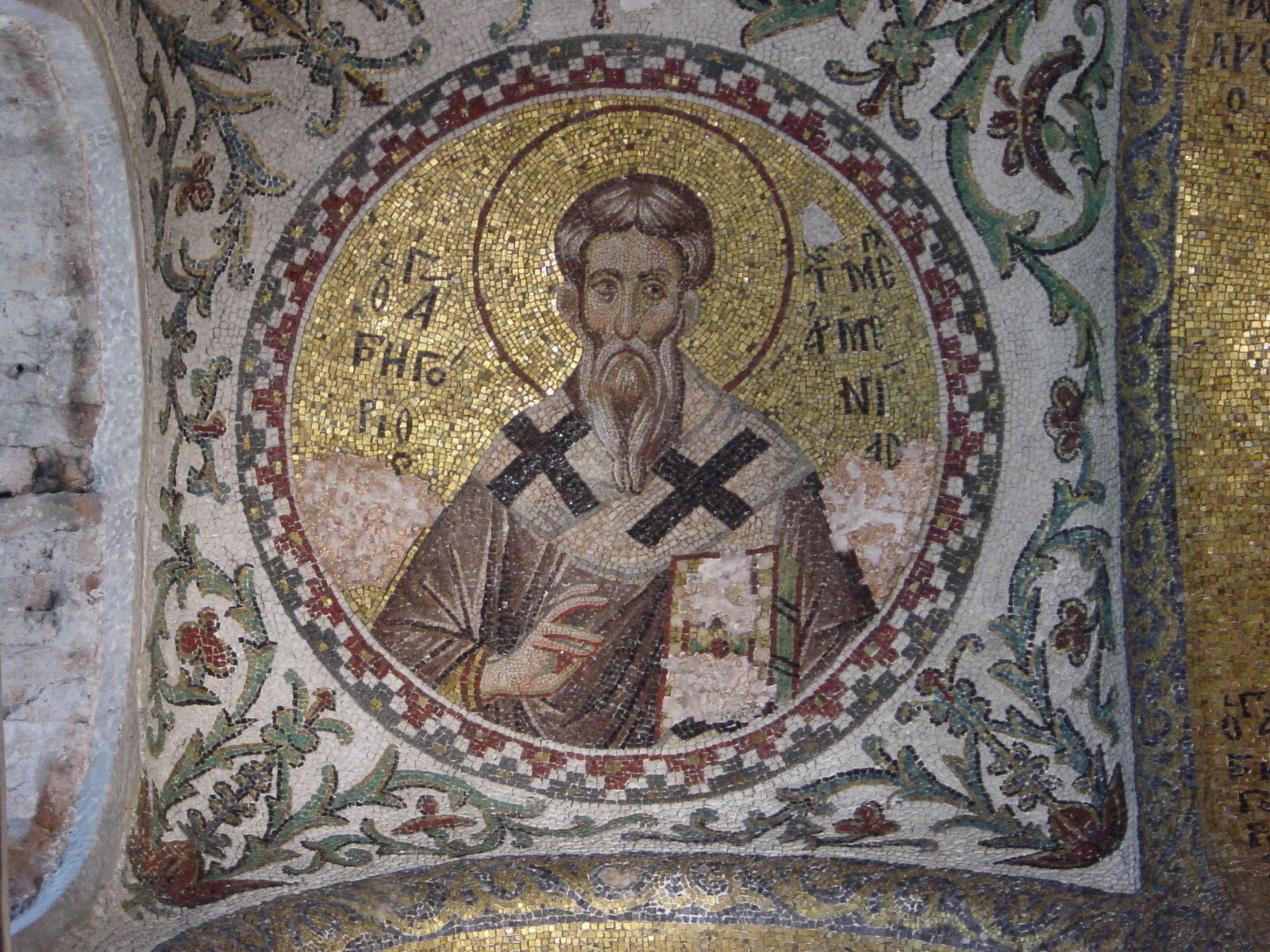
Gregor der Erleuchter, byzantinisches Mosaik aus dem 14. Jahrhundert in der Pammakaristos-Kirche in Istanbul

Gregor der Erleuchter, auch Gregor der Illuminator (armenisch Գրիգոր Լուսաւորիչ translit. Grigor Lusavorič‘, altgriechisch Γρηγόριος Φωστήρ translit. Gregorios Phoster oder altgriechisch Φωτιστής translit. Photistés; * vermutlich um 240; † um 331), ist ein Heiliger (Fest: 30. September) und der Apostel Armeniens. Er machte das Christentum zur Staatsreligion Armeniens und war der erste Katholikos, das heißt, Oberhaupt der Armenischen Apostolischen Kirche. In Italien ist er als San Gregorio Armeno bekannt.

## Herkunft
Gregor der Erleuchter war nach armenischer Überlieferung ein Sohn des Parthers Anak Suren-Pahlav. Das Haus Suren-Pahlav war eine entfernte Seitenlinie des Fürstenhauses der Arsakiden, dessen Hauptlinie von 247 v. Chr. bis 224 n. Chr. das Partherreich als Großkönige regierte und dessen Nebenlinie von 54 n. Chr. bis 428 n. Chr. als Könige Großarmenien beherrschte. Anak soll der Tradition nach – im Auftrag seines Herren, des sassanidischen Königs der Könige Schapur I. (240–270/72) des Perserreiches, der seine Macht auf Armenien ausweiten wollte – seinen Verwandten, den König von Großarmenien, Chosroes II. Medz (Tiridates II.) aus dem Haus der Arsakiden um 252 ermordet haben.
Zur Strafe wurde Anak und seine Familie ausgerottet, wobei sich nur zwei seiner Söhne, darunter Gregor, retten konnten.

## Leben
Gregor wurde von seinen Erziehern nach Caesarea in Kappadokien, dem heutigen Kayseri in der Türkei, gebracht und dort von einem Priester Phirmilianos (Euthalius) christlich erzogen.
Dem unter dem Namen Agathangelos auftretenden armenischen Geschichtsschreiber zufolge wurde Gregor, nachdem Trdat III., der Sohn von König Chosrau II., 286 n. Chr. (tatsächlich erst 298 n. Chr.) an der Spitze einer römischen Armee sein väterliches Reich Armenien wiedererobert hatte, von diesem gemartert und verurteilt, da er sich weigerte, der zoroastrischen Göttin Anahita zu opfern, da er dem einen Gott, dem christlichen Gott, treu blieb. Daraufhin wurde er – der Überlieferung nach im späteren Kloster Khor Virap in der Ararat-Ebene – in eine Grube gesperrt, um den Tod zu erwarten. Er erhielt weder Speise noch Trank. Wenn Gregor seinem Gott so sehr vertraue, so der König, dann solle sein Gott ihn am Leben halten.
Jahre später erkrankte der König. Seine Schwester – so erzählt die Legende – träumte, dass Gregor ihren Bruder heilte. Der König gab jedoch zunächst nichts auf ihre Träume und bezweifelte, dass Gregor noch am Leben war. Schließlich ließ er nachschauen und den vor dem Tode bewahrten Gregor zu sich bringen. Gregor heilte den König, der daraufhin den christlichen Glauben annahm. Gregor taufte Trdat, dessen Familie, die armenischen Fürsten und die abhängigen Könige von Georgien. Armenien wurde nach armenischer Tradition dadurch zum ersten christlichen Staat der Welt. Außerdem wurde nach der Legende mit Trdats Bekehrung, die auf das Jahr 301 datiert wird, die Armenische Apostolische Kirche begründet.
314 wurde Gregor von Leontius von Cäsarea zum Bischof geweiht und von Petros von Sebasteia eingesetzt.
Gregor zerstörte zahlreiche heidnische Tempel im ganzen Land, angefangen mit Aschtischat, wo er die erste armenische Kirche errichtete. Nachdem er das Christentum in Armenien gefestigt hatte, zog sich Gregor in die Einsamkeit, zuletzt in eine Höhle am Fuß des Bergs Sebuh in Westarmenien (heute Köhnem Dağı bei Erzincan) zurück, wo er um 331 n. Chr. starb. Später siedelte sich in den Höhlen eine Gemeinschaft von Eremiten an. An die Spitze der armenischen Kirche trat der Sohn Gregors, der heilige Aristakes, der auch am Konzil von Nicäa beteiligt war. Bis zu Sahak († 439 n. Chr.) blieb das Amt des Katholikos von Armenien in seiner Familie erblich.
Die Gregor dem Erleuchter zugeschriebenen Reden und Lehren sind nicht authentisch.

## Ehe und Kinder
Gregor heiratete in seiner Jugend eine fromme christliche Frau namens Mariam, die seinen christlichen Glauben vertiefte. Gregor und Mariam hatten mindestens zwei Söhne:
- Vartanes I., Katholikos der Armenischen Apostolischen Kirche (333–341)
- Aristakes I., Katholikos der Armenischen Apostolischen Kirche (325–333)